# Zacualtipán
Zacualtipán – miasto w Meksyku, w stanie Hidalgo.